# آماندا نیلدن
آماندا نیلدن (انگلیسی: Amanda Nildén؛ زادهٔ ۷ اوت ۱۹۹۸) بازیکن فوتبال اهل سوئد است.
از باشگاه‌هایی که در آن بازی کرده‌است می‌توان به باشگاه فوتبال آی‌ای‌کی اشاره کرد.
وی همچنین در تیم‌های ملی فوتبال Sweden women's national under-17 football team, Sweden women's national under-19 football team, Sweden women's national under-23 football team، و زنان سوئد بازی کرده‌است.